# جايسون جونز
جايسون جونز (بالإنجليزية: Jason Jones)‏ (و. 1973 – م) هو كاتب سيناريو، ومنتج أفلام، وممثل تلفزيوني، وممثل أفلام، ومخرج سينمائي، وممثل هزلي، من كندا، ولد في هاميلتون.

## التعليم
تعلم في جامعة رايرسون.

## وصلات خارجية
- جايسون جونز على موقع IMDb (الإنجليزية)
- جايسون جونز على موقع ألو سيني (الفرنسية)
- جايسون جونز على موقع ميوزك برينز (الإنجليزية)
- جايسون جونز على موقع أول موفي (الإنجليزية)
- جايسون جونز على موقع إن إن دي بي (الإنجليزية)
- جايسون جونز على موقع قاعدة بيانات الفيلم (الإنجليزية)
- جايسون جونز على موقع كينوبويسك (الروسية)